# Liste der Eisenbahnstationen von Auckland
Diese Liste der Bahnhöfe von Auckland beinhaltet der Vollständigkeit wegen bereits stillgelegte oder noch in der Planung befindliche Stationen. Alle Stationen sind im Besitz des Unternehmens ARTA, welches unter der Marke MAXX operiert. Die Strecken sind im Besitz der Ontrack. Der Nahverkehr wird durch das Unternehmen Transdev betrieben, der Fernverkehr durch Kiwi Rail Scenic Journeys.
Fettgedruckte Stationen sind Grenzen der Tarifzonen.

## Östliche Linie
Diese Linie verläuft von Britomart bis Pukekohe auf der North Island Main Trunk Railway Strecke.
| Name                       | bedient durch                            | seit(Jahr) | Entfernung von Britomart (km) |
| -------------------------- | ---------------------------------------- | ---------- | ----------------------------- |
| Britomart Transport Centre | MAXX                                     | 2003       | -                             |
| The Strand                 | Sonderverkehr, Kiwi Rail Scenic Journeys | 2003       | n/a                           |
| Orakei                     | MAXX                                     | 1930       | 4.6                           |
| Meadowbank                 | MAXX                                     | 1930       | 5.8                           |
| Purewa                     | aufgelassen                              | 1930?      | ?                             |
| Glen Innes                 | MAXX                                     | 1930       | 9.5                           |
| Tamaki                     | aufgelassen                              | 1930       | ?                             |
| Panmure                    | MAXX                                     | 1930       | 12.2                          |
| Sylvia Park                | aufgelassen                              | 1930       | ?                             |
| Westfield                  | MAXX                                     | ?          | 16.7                          |

- The Strand besteht aus dem Bahnsteig 4 des früheren Bahnhofs von Auckland. Diese Station wird nur für Sonderzüge genutzt.
- Panmure wurde 2006 etwas nördlicher verlegt.
- Sylvia Park soll demnächst zur Bedienung des Einkaufszentrums Sylvia Park wiedereröffnet werden und wird dann etwas nördlich der bisherigen Station liegen.

Zwischen Westfield und Papakura wird die Südliche Linie mitbenutzt.

## Südliche Linie
Diese Linie folgt der Strecke von Britomart über Newmarket nach Westfield, und über die  North Island Main Trunk Railway Strecke nach Pukekohe. Der Bahnhof Westfield ist zugleich der größte Güterbahnhof im Eisenbahnknoten Auckland.
| Name                       | bedient durch                            | seit(Jahr) | Entfernung bis>Britomart (km) |
| -------------------------- | ---------------------------------------- | ---------- | ----------------------------- |
| Britomart Transport Centre | MAXX                                     | 2003       | -                             |
| The Strand                 | Sonderverkehr, Kiwi Rail Scenic Journeys | 2003       | n/a                           |
| Newmarket                  | MAXX                                     | 1873       | 3.7                           |
| Remuera                    | MAXX                                     | ?          | 4.8                           |
| Greenlane                  | MAXX                                     | ?          | 6.2                           |
| Racecourse Bahnsteig       | aufgelassen                              | ?          | ?                             |
| Ellerslie                  | MAXX                                     | 1873       | 7.6                           |
| Penrose                    | MAXX                                     | 1873       | 9.1                           |
| Southdown                  | aufgelassen                              | ?          | ?                             |
| Westfield                  | MAXX                                     | ?          | 12.9                          |
| Otahuhu                    | MAXX                                     | 1873       | 14.2                          |
| Mangere                    | aufgelassen                              | ?          | ?                             |
| Middlemore                 | MAXX, Kiwi Rail Scenic Journeys          | ?          | 16.1                          |
| Papatoetoe                 | MAXX                                     | 1875       | 17.9                          |
| Puhinui                    | MAXX                                     | ?          | 19.4                          |
| Wiri                       | Auckland Transport                       | 2013       | 22.6                          |
| Manurewa                   | MAXX                                     | ?          | 24.3                          |
| Te Mahia                   | MAXX                                     | ?          | 26.1                          |
| Takanini                   | MAXX                                     | ?          | 27.7                          |
| Tironui                    | aufgelassen                              | ?          | ?                             |
| Papakura                   | MAXX, Kiwi Rail Scenic Journeys          | ?1875      | 31.3                          |
| Drury                      | aufgelassen                              | ?          | ?                             |
| Paerata                    | aufgelassen                              | ?          | ?                             |
| Pukekohe                   | MAXX, Kiwi Rail Scenic Journeys          | ?          | 49.5                          |

- Glenora ist in der Planung und soll in der Nähe des Southgate Einkaufszentrums von Takanini gebaut werden.
- Drury wird voraussichtlich wiedereröffnet.
- Zwischen Papakura und Pukekohe befinden sich zwei Tarifzonengrenzen.

## Westliche Linie
Diese Linie verläuft von Britomart nach Newmarket und von dort auf der North Auckland Line Strecke bis Waitakere.
| Name                       | bedient durch      | seit(Jahr) | Entfernung nach Britomart (km) |
| -------------------------- | ------------------ | ---------- | ------------------------------ |
| Britomart Transport Centre | MAXX, Tranz Scenic | 2003       | -                              |
| Newmarket                  | MAXX               | 1873       | 3.7                            |
| Boston Road                | MAXX               | 1964       | 4.9                            |
| Mount Eden                 | MAXX               | 1880       | 5.7                            |
| Kingsland                  | MAXX               | 1880       | 7.1                            |
| Morningside                | MAXX               | 1880       | 8.1                            |
| Baldwin Avenue             | MAXX               | 1953       | 9.6                            |
| Mount Albert               | MAXX               | 1880       | 10.4                           |
| Avondale                   | MAXX               | 1880       | 12.1                           |
| St Georges Road            | aufgelassen        | ?          | ?                              |
| New Lynn                   | MAXX               | 1880       | 14.7                           |
| Fruitvale Road             | MAXX               | 1953       | 16.0                           |
| Croydon Road               | aufgelassen        | ?          | ?                              |
| Glen Eden                  | MAXX               | 1880       | 17.5                           |
| Westbrook                  | aufgelassen        | ?          | ?                              |
| Sunnyvale                  | MAXX               | 1924       | 20.1                           |
| Henderson                  | MAXX               | 1881       | 21.8                           |
| Sturges Road               | MAXX               | 1934       | 23.2                           |
| Ranui                      | MAXX               | 1925       | 25.0                           |
| Swanson                    | MAXX               | 1881       | 27.3                           |
| Waitakere                  | MAXX               | 1881       | 31.2                           |